# Красний Камінь (пам'ятка природи)
Кра́сний Ка́мінь — геологічна пам'ятка природи місцевого значення в Україні. Розташована в межах Дрогобицького району Львівської області, на північ від смт Верхнє Синьовидне. 
Площа 1,7 га. Оголошена рішенням Львівської облради від 22.09.2010 року № 1331. Перебуває у віданні Сколівського ДЛГ (Верхньосиневиднянське лісництво, кв. 13,вид. 1). 
Створена з метою збереження і охорони в природному стані виходів скель Ямненських пісковиків та унікального природного комплексу. Скелі розташовані в лісовому масиві, на одному з відногів Комарницьких гір (частина Орівської скиби). Пам'ятка природи має особливе природоохоронне, наукове, естетичне, пізнавальне та культурне значення.